# فرودگاه بین‌المللی ساماریندا
فرودگاه بین‌المللی ساماریندا (به انگلیسی: Samarinda International Airport) (به زبان بومی: Sungai Siring Airport) یک فرودگاه همگانی مسافربری با است که یک باند فرود آسفالت دارد و طول باند آن ۳۰۰۰ متر است. این فرودگاه در شهر ساماریندا کشور اندونزی قرار دارد و در ارتفاع ۲۵ متری از سطح دریا واقع شده‌است.

## شرکت‌های هواپیمایی و مقصدهای پروازی

### مسافری

Countries served by flights from Samarinda International Airport (includes future destinations).

| شرکت‌های هواپیمایی                                                                                               | مقصدهای پروازی | Terminal |
| --- | --- | -------- |
| اویاستار Kalstar Aviation لاین ایر (اجرا توسط وینگز ایر) مالزی ایرلاینز (اجرا توسط Maswings) سوسی ایر (planned) | تاوائو، سیامسودین نور، انگوراه رای، سوئکارنو-هتا، کوتا کینابالو، سلطان حسن‌الدین، تیلیک ریووت، سوپادیو، جواندا، یوواتا (planned) | 1        |